# Piaggio Ape
Piaggio Ape (произносится [ˈpjaddʒo ˈaːpe]; Ape с итал. — пчела), первоначально обозначавшийся как VespaCar или TriVespa, трёхколёсный малотоннажный грузовой автомобиль, производимый и продаваемый компанией Piaggio как адаптация своего скутера Vespa (Vespa с итал. — оса). Его производство начато в 1948 году и он выпускается до сих пор. Он производится в различных конфигурациях кузова, предназначен для выполнения ряда утилитарных функций.

## История и дизайн

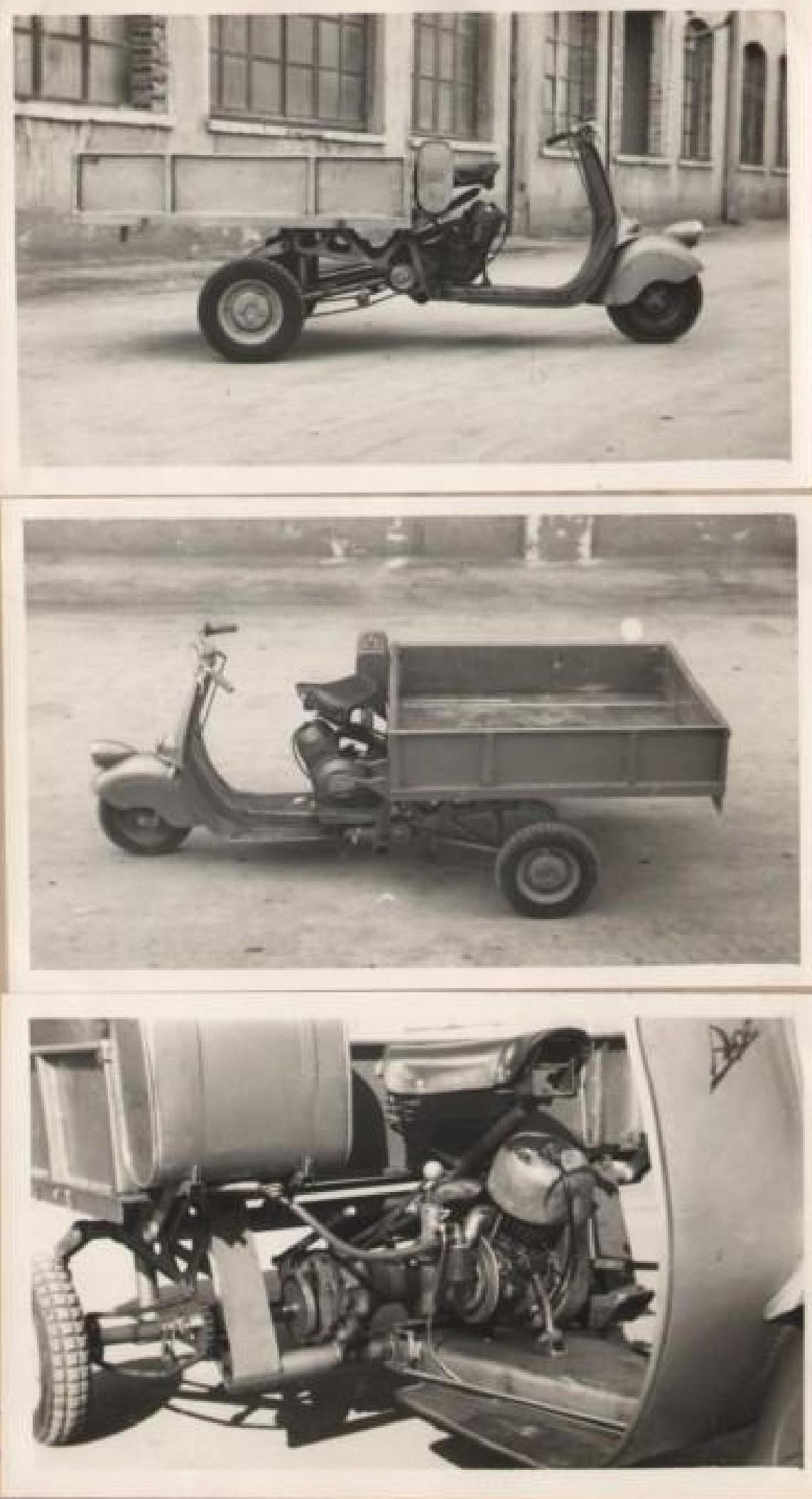
Фотографии из технического отчета Piaggio об Ape 1948 года, на которых автомобиль запечатлён на Миланской ярмарке (итал. Fiera di Milano) 1946 года.

После Второй мировой войны многие итальянцы не могли позволить себе личный транспорт. В 1947 году авиаконструктор Коррадино Д'Асканио задумал лёгкий и простой трёхколёсный коммерческий автомобиль, идея которого снискала расположение и привлекла внимание компании Piaggio. Первая модель представляла собой бескапотную адаптацию другого изделия компании, двухколёсного скутера Vespa с добавлением двух задних колес и плоской платформы над задней осью.
Первоначальные модели оснащались двигателями объёмом 50, 125 или 150 куб.см, а позднее - двигателем объёмом 175 куб.см. Ко времени появления Ape D 1964 года была добавлена кабина для защиты водителя от непогоды.

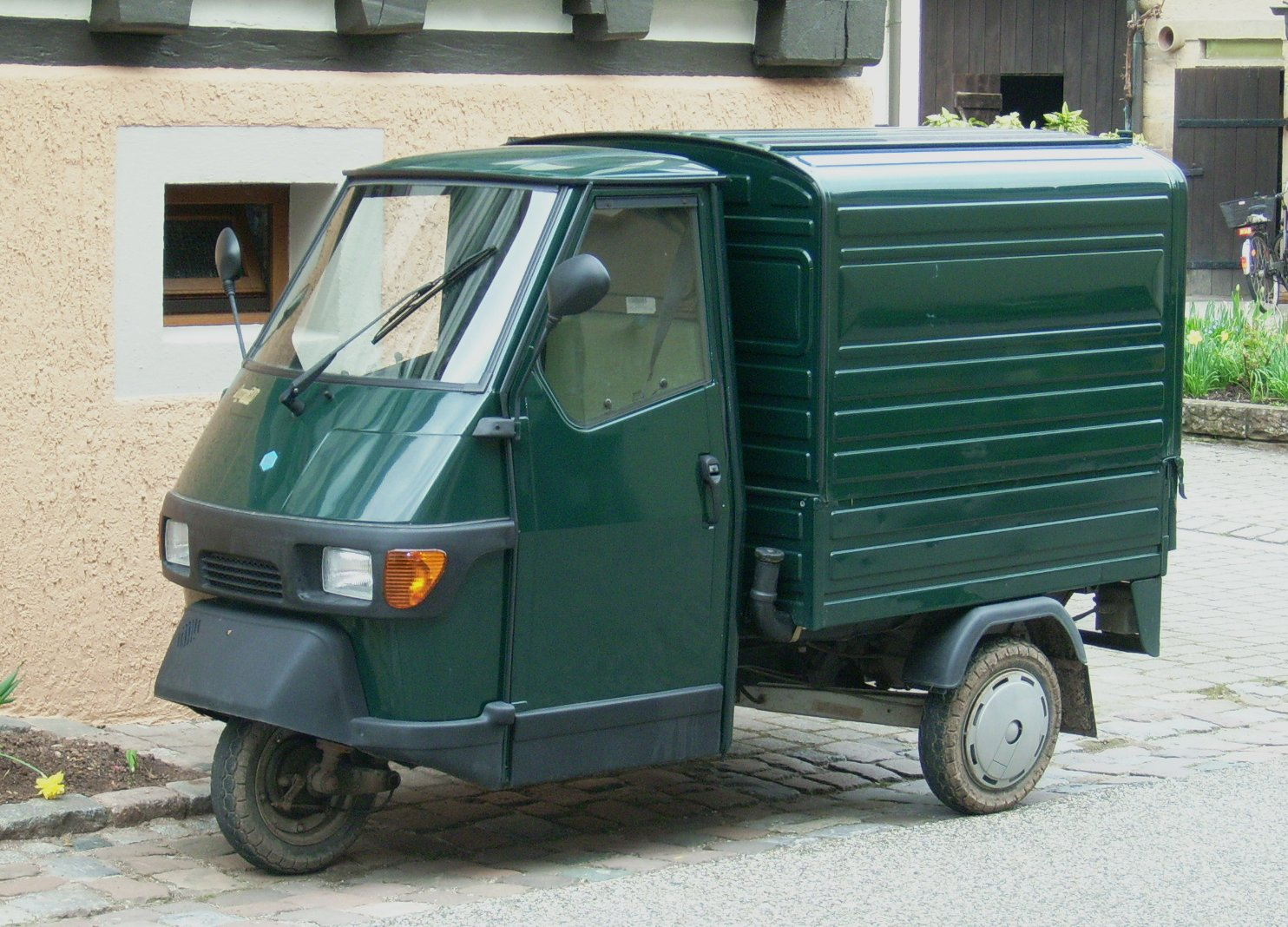
Фургон Ape 50

С мотоциклетным рулём (автомобильный руль стал более поздней инновацией) оригинальный Ape был одноместным автомобилем, в котором условно могли разместиться два пассажира низкого роста. С каждой стороны была предусмотрена дверь для облегчения входа и выхода. Производительность была скромной, подходящей для лёгкой езды, с достаточным крутящим моментом для подъёмов и низкой максимальной скоростью. На больших дорогах Ape можно было прижать к обочине, чтобы пропустить другие транспортные средства.

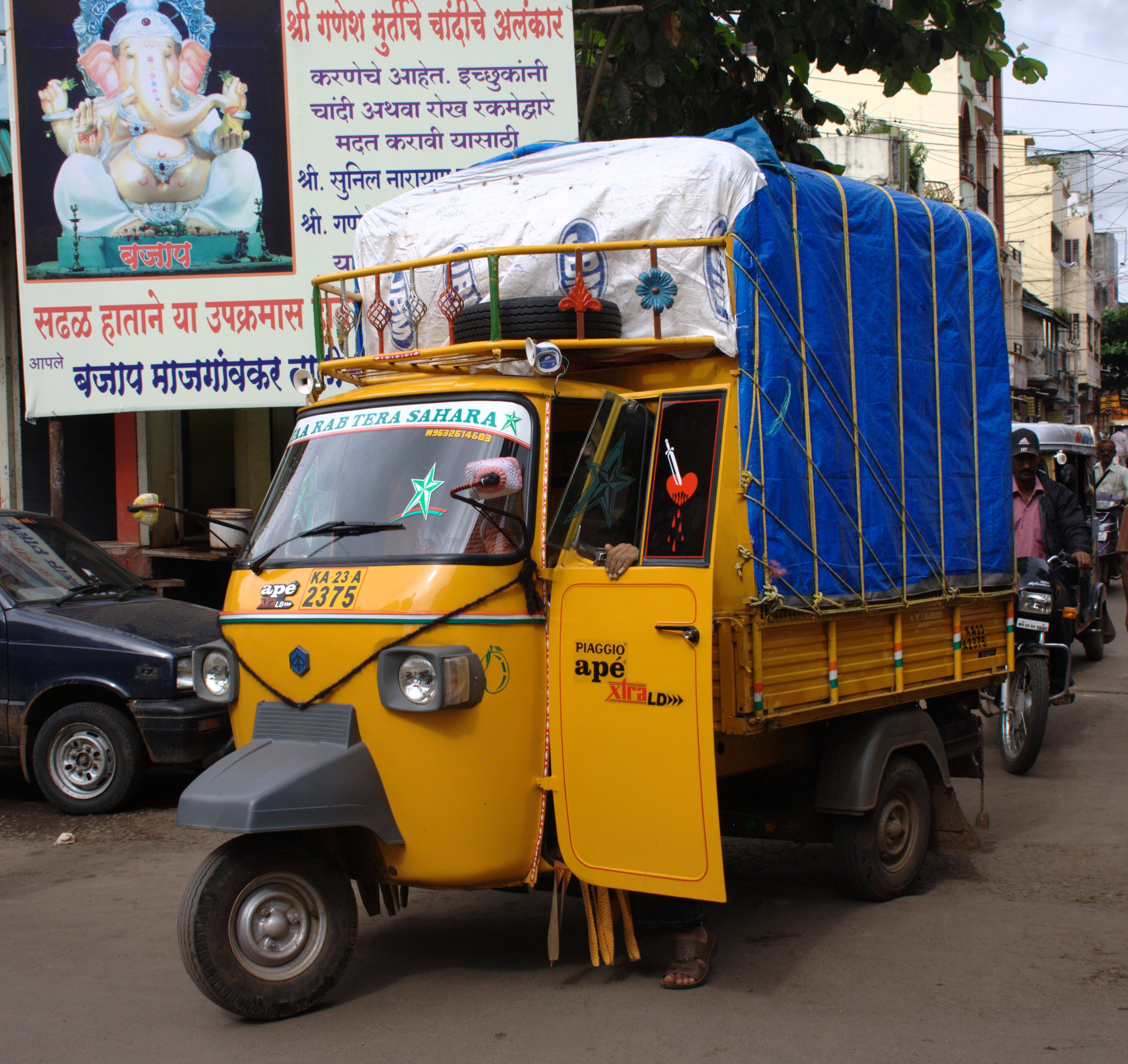
Apé Xtra LD, Индия, 2010 г.

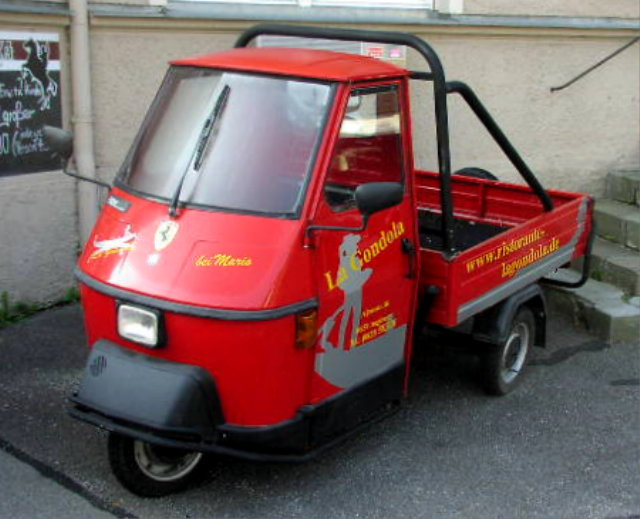
Piaggio Ape используемый для доставки пиццы

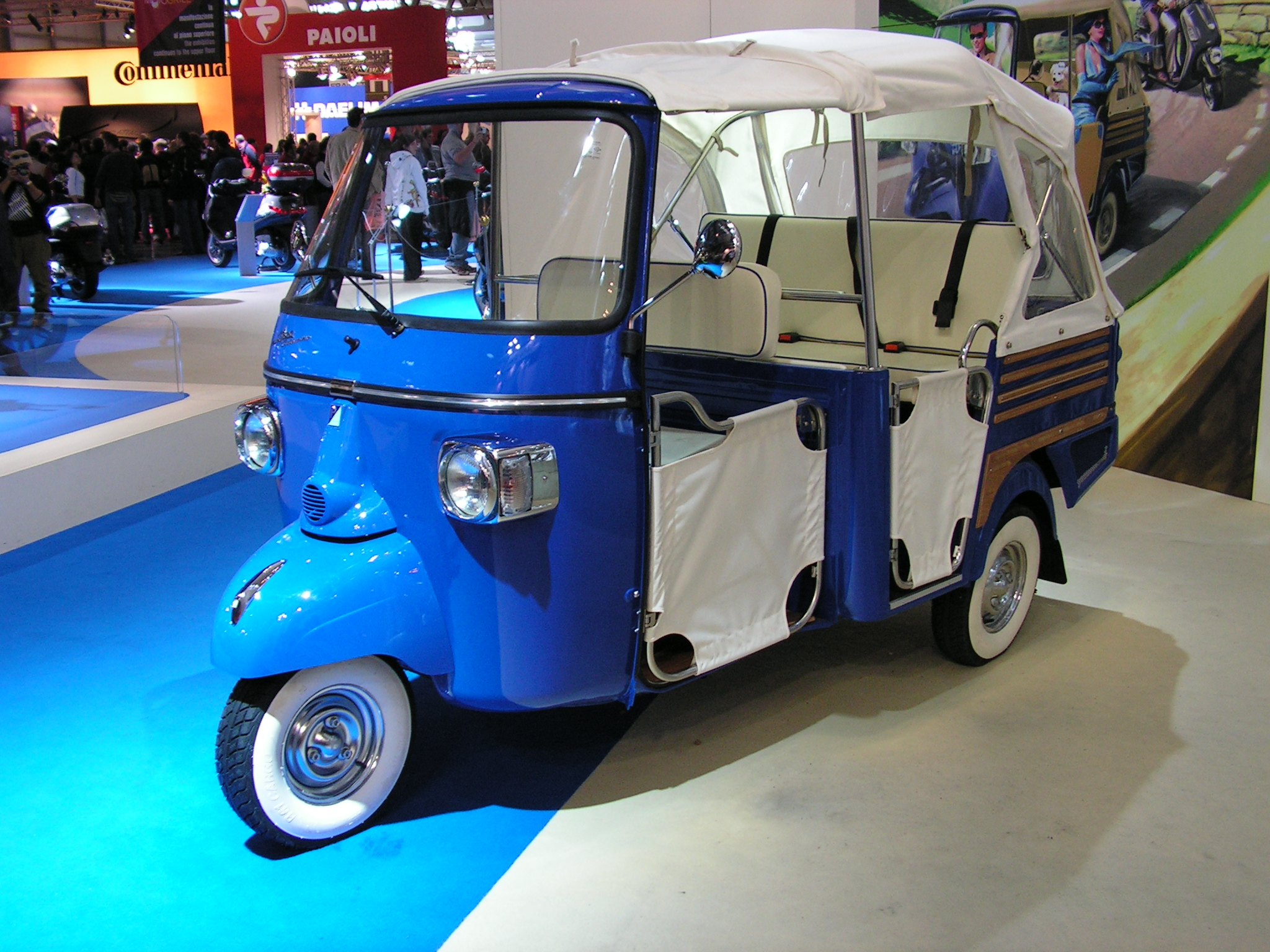
Ape Calessino на EICMA 2007

## Использование
Piaggio Ape продавался в различных конфигурациях, в том числе как фургон и пикап для перевозки грузов (популярны среди почтовых администраций в некоторых странах), а также как авторикша. Одними из новинок Piaggio стали Ape Cross Country и Ape Web, ориентированные на молодежный рынок. Ape также широко используется в качестве инструмента маркетинга: в грузовом отсеке можно установить рекламные вывески.
Ape распространён в Италии, где его компактные размеры позволяют ему передвигаться по узким улочкам, легко парковаться и служить импровизированным рыночным прилавком.
Большинство автомобилей производится в Индии компанией Piaggio India. В Индии Ape чаще всего встречается в форме авторикши. До 16 октября 2013 года относительно небольшое количество Ape по-прежнему производилось в Италии. В тот день Piaggio объявила, что итальянское производство Ape прекратится и  полностью перейдет в Индию.

## Текущие модели
В настоящее время предлагается два модельных ряда: Ape 50 с бензиновым двигателем объемом 49,8 куб.см и более крупный Ape TM, который доступен с бензиновым двигателем объемом 218 куб.см или дизельным двигателем объемом 422 куб.см.
Модели Ape 50 могут перевозить грузы от 170 до 200 кг, а «TM» и «Classic» — более 700 кг (в зависимости от версии и двигателя). Расход топлива текущей модели Ape 50 составляет около 3,3 л на 100 км.
Ограниченная серия под названием Calessino предлагалась в ретро-стиле в конфигурации авторикши и в двух цветах: белом и юбилейном синем — дизайне, напоминающий модели 1950-х и 1960-х годов.
Была создана модифицированная конструкция Piaggio Ape для гонок. Ape Proto сделан вручную и содержит модификации, позволяющие дрифтовать и ускорять вождение. Его использовали в специальных гоночных соревнованиях, таких как Ape RR Show в Сан-Марино.

## История моделей
- 1948–1952 - Ape A: двигатель объемом 125 куб.см, деревянная грузовая площадка пикапа, передняя вилка, установленная слева от ступицы колеса, и рычаг переключения передач, установленный на стойке.[9]
- 1952–1956 - Ape B: аналогичен модели A, но с двигателем объёмом 150 куб.см, грузовой плoщадкой из штампованной стали, передней вилкой, установленной справа от ступицы колеса, и тросовым переключением передач.[9]
- 1956–1967 - Ape C: по-прежнему оснащён двигателем объёмом 150 куб.см, но с серьёзной модернизацией: первый Ape с закрытой кабиной, двигатель использует 5% масляную смесь и расположен под сиденьем водителя. Его по-прежнему запускали вручную, но электрический запуск был необязательным.[9]
- 1967–1974 - Ape D: двигатель объёмом 175 куб.см. Отличался трапециевидной фарой, установленной на перегородке, а не на крыле, и впускным клапаном, который позволял двигателю работать с 2% масляной смесью. Первый Ape с отопителем кабины.[9]
- 1965–1973 - Ape E: Идентичен модели D, но с двигателем объёмом 150 куб.см.[9]
- 1968–1978 — Ape MP: MP расшифровывалось как Motore Posteriore (Задний двигатель), двигатель был перенесён из кабины в заднюю часть для повышения комфорта.[9]
- 1970–1978 - Ape E/400R: двигатель объёмом 175 куб.см и небольшие изменения.[9]
- 1979–1981 — Ape P: двигатель 175 куб.см и небольшие изменения.[9]
- 1981–1993 - Ape 500: 175 куб.см, новая передняя часть с двумя фарами с каждой стороны.[9]
- 1994–1999 - Ape Web & Ape Cross: двигатель объёмом 49,8 куб.см, изменённый дизайн передних и задних фар, поперечная дуга.
- с 1982 года – Ape TM: бензиновый 218-кубовый и дизельный 422-кубовый варианты. Доступен с мотоциклетным рулем или рулевым колесом. Максимальная скорость для бензиновой версии — 60 км/ч, для дизельной — 63 км/ч.
- с 1996 г. — Ape 50: 49,8 куб.см, изменён дизайн фар с включением габаритных огней.
- с 1996 года — Ape Furgone 50: фургон-версия Ape 50.
- с 2000 года — Ape Cross Country 50: спортивный рестайлинг предыдущего Ape 50.
- с 2006 года — Ape Classic: производится также в Индии с дизельным двигателем Lombardini объёмом 422 куб.см.
- 2007–2009 - Ape Calessino: модель ограниченного выпуска, с дизельным двигателем Lombardini объёмом 422 куб.см (999 штук синего цвета, произведённых в период с 2007 по 2009 год, затем 600 штук белого цвета, произведённых с 2009 года), а также электрическая модель LV с нулевым уровнем выбросов (100 штук белого цвета, произведённых с 2009 года)
- 2013 – настоящее время - Ape Calessino 200: уменьшенная модель Calessino с бензиновым двигателем объёмом 200 куб.см (в настоящее время производится без ограничений).
- 2013 – настоящее время - Ape Classic 400: пикап с бортовой платформой и опускающимися бортами; с дизельным двигателем объёмом 435 куб.см от Greaves Cotton[англ.], произведён в Индии и омологирован для европейского рынка; одноместное сиденье; электрический нагреватель в стандартной комплектации.

## Специальнные модели
- 1960–1968 — Ape Pentarò: стандартный Ape с полуприцепом.[11]

- 1993–2005 — Ape Poker: четырехколесная версия Ape TM с тем же двигателем.

## Галерея

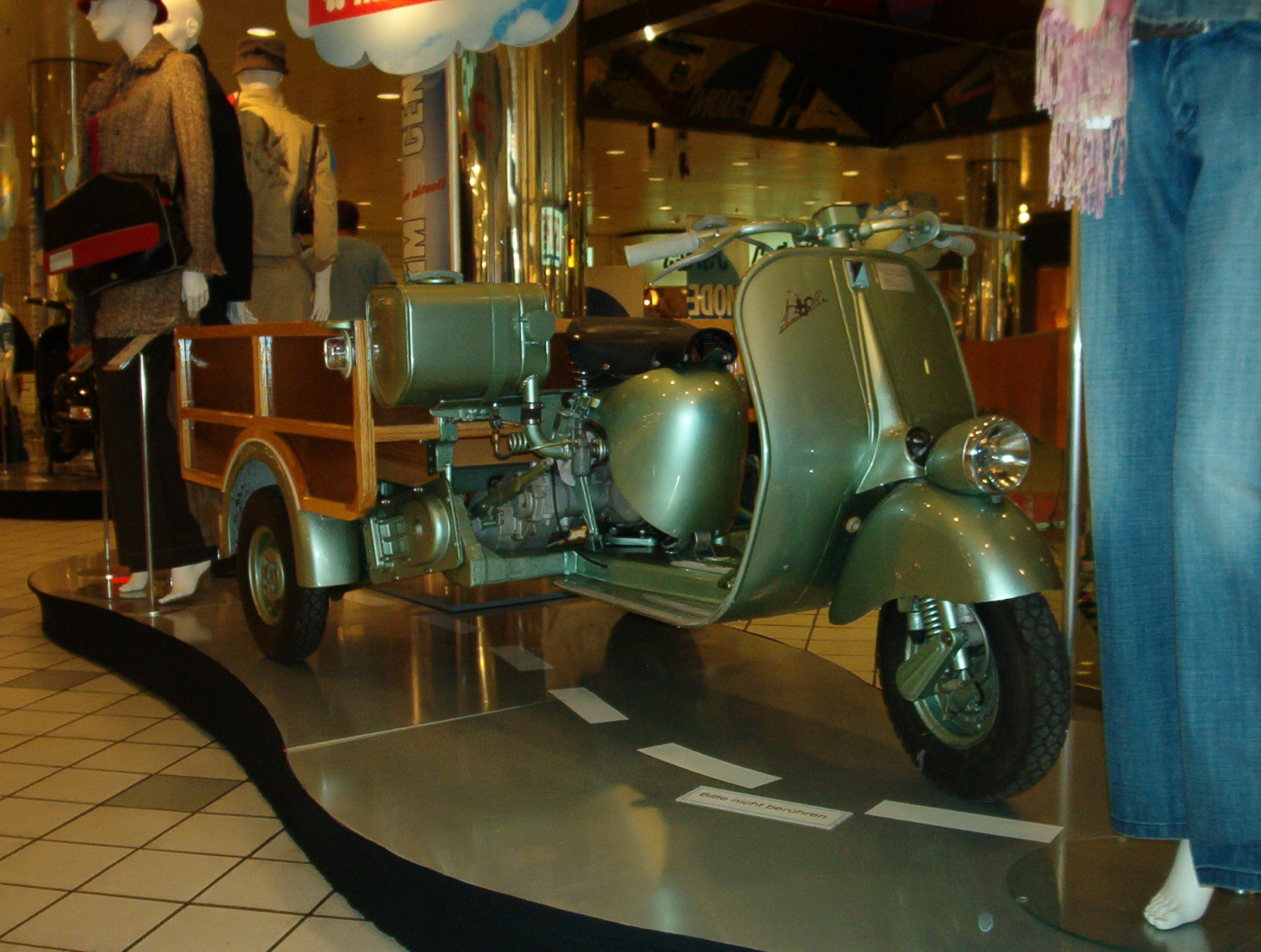
Ape B с деревянной грузовой площадкой
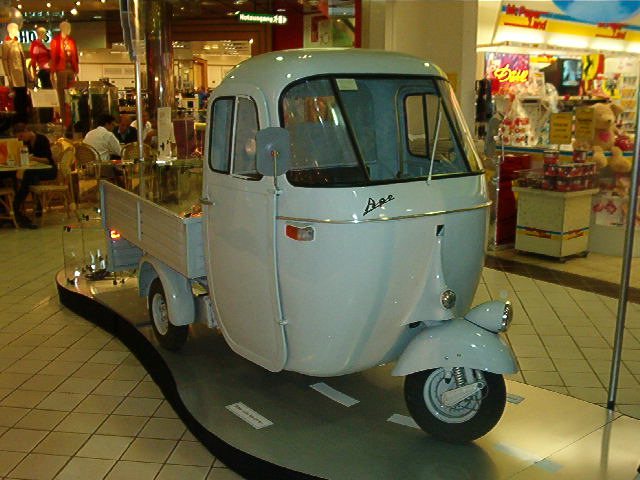
Ape C
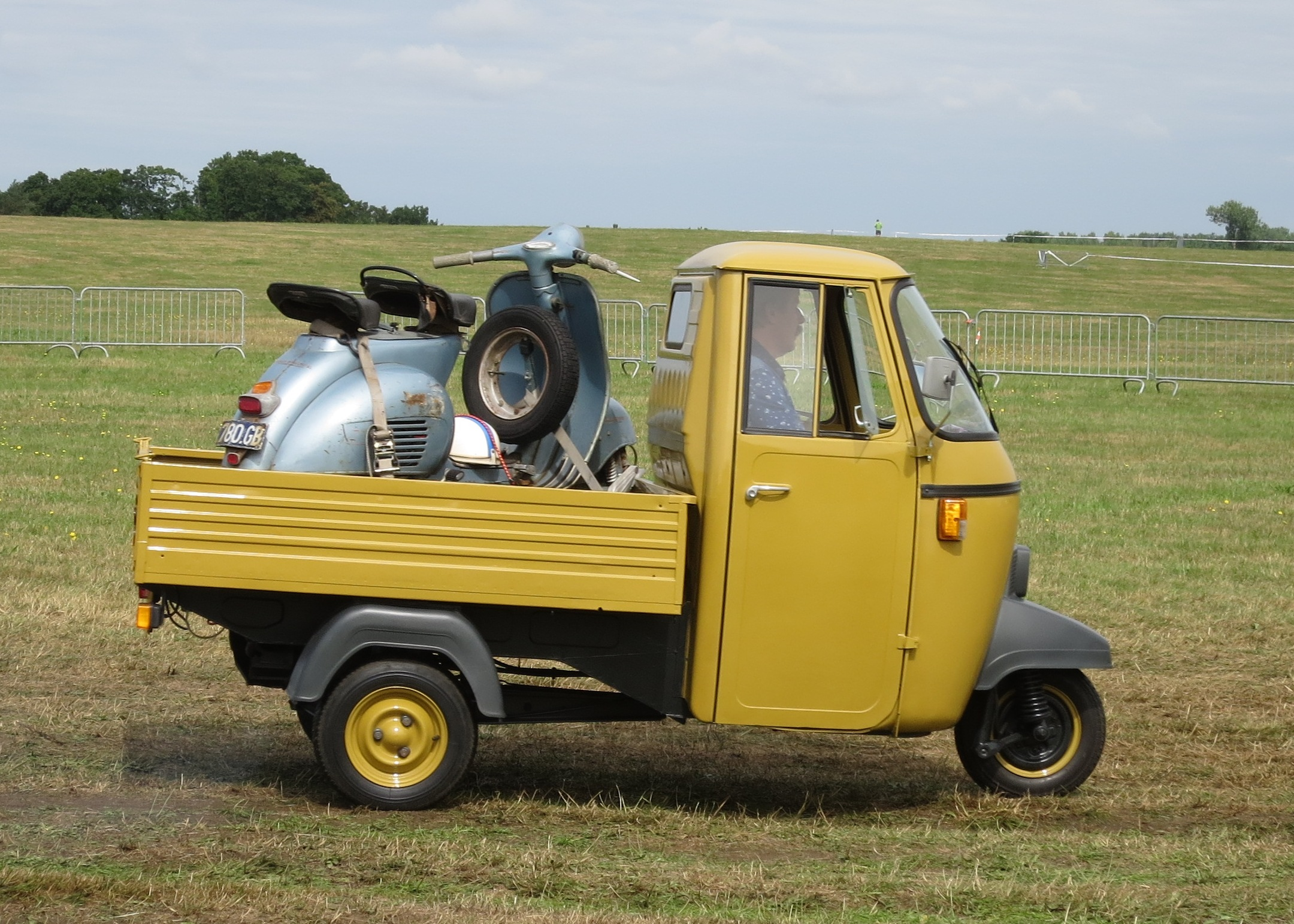
Ape P501 в профиль (с Vespa в качестве груза)
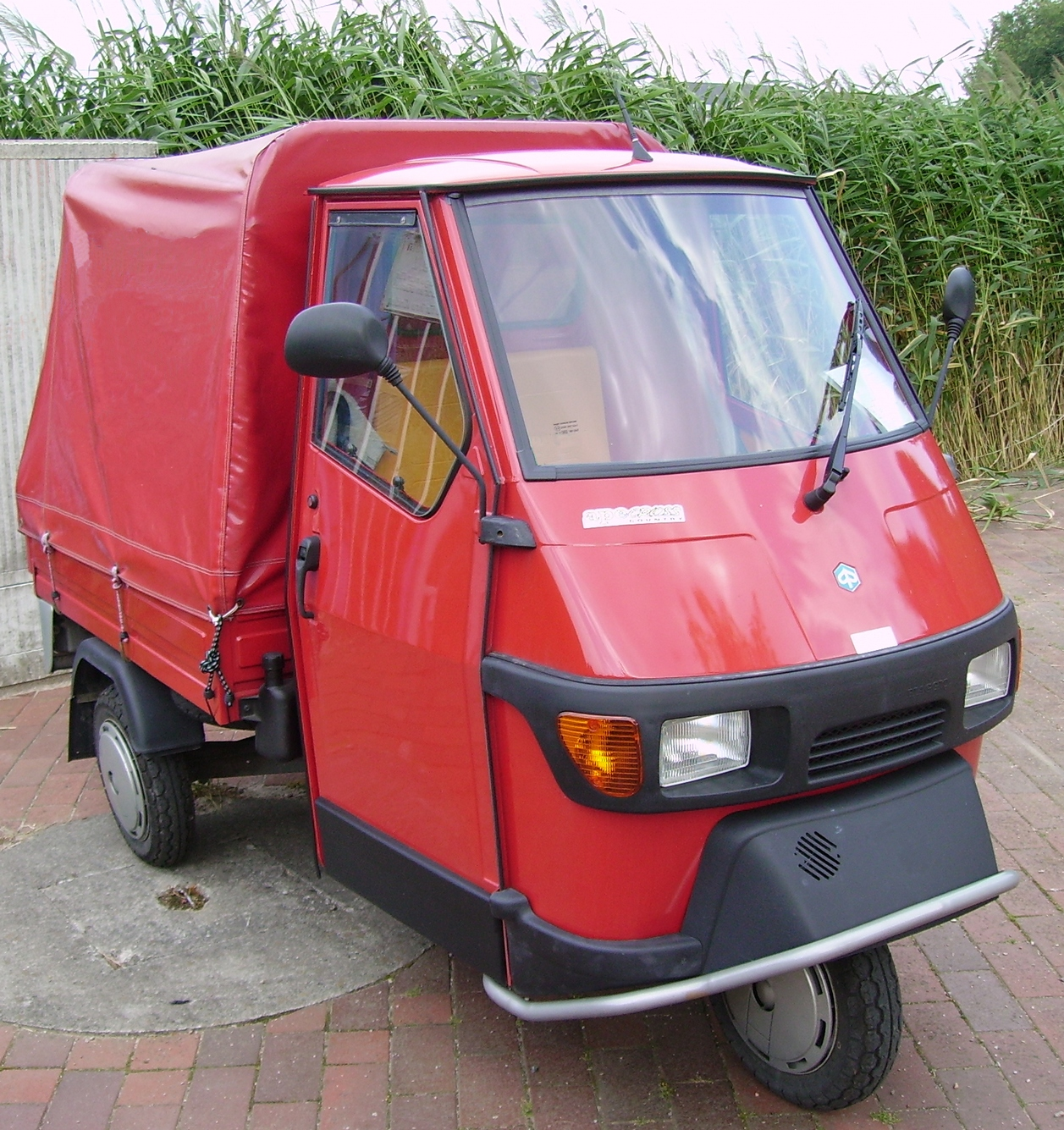
Ape Cross Country
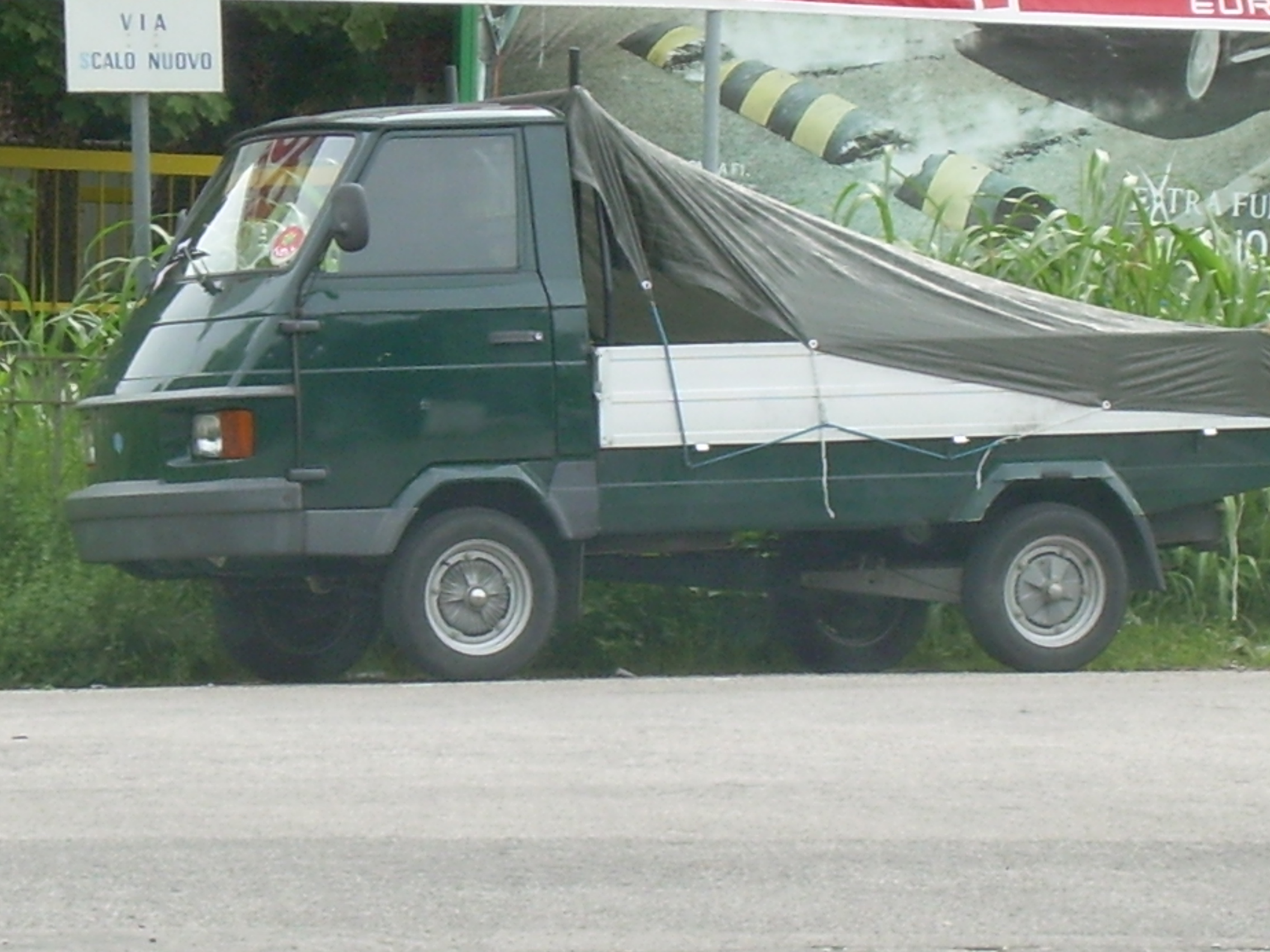
Ape Poker
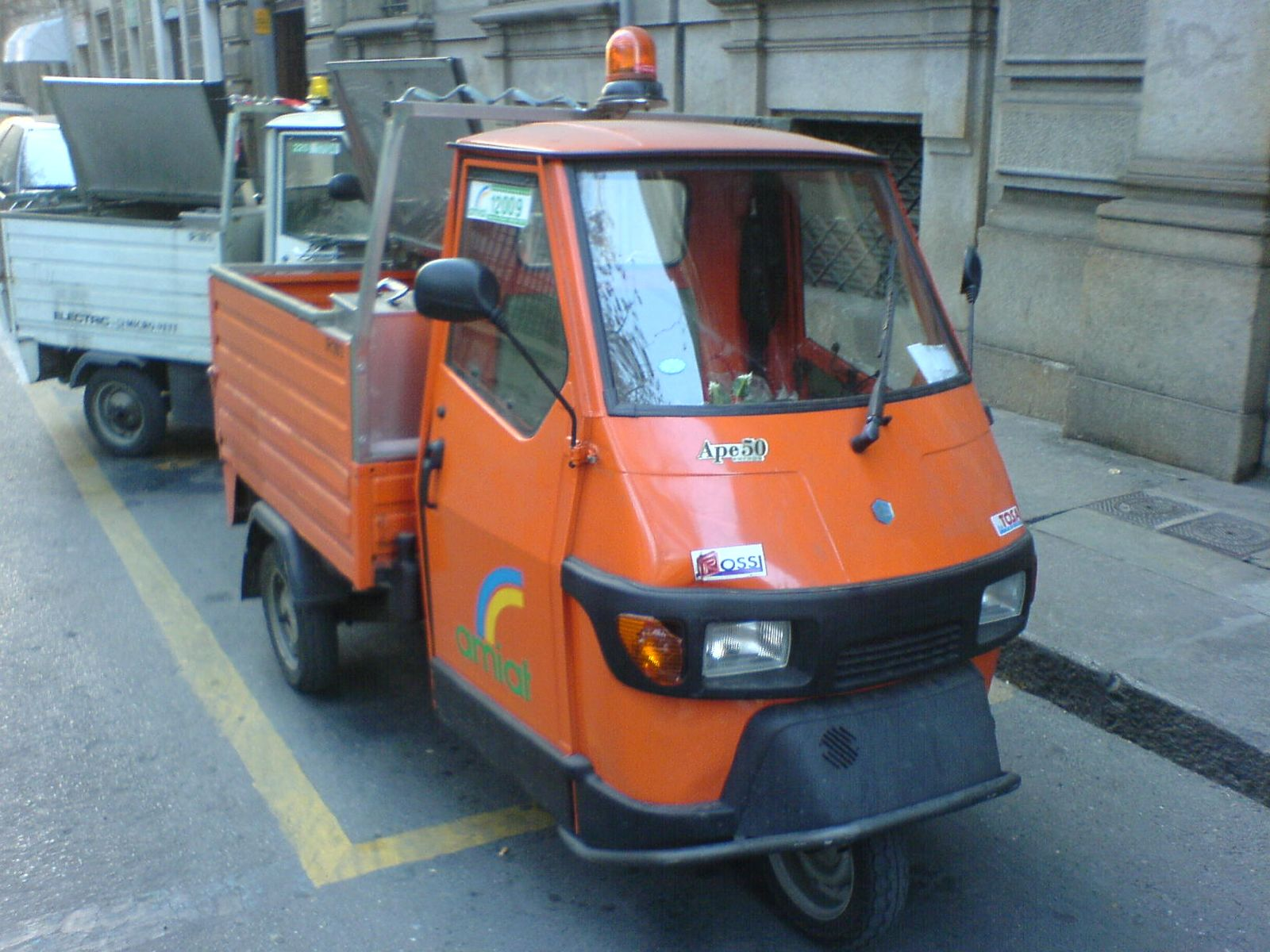
Ape 50 (используемый как мусоровоз)
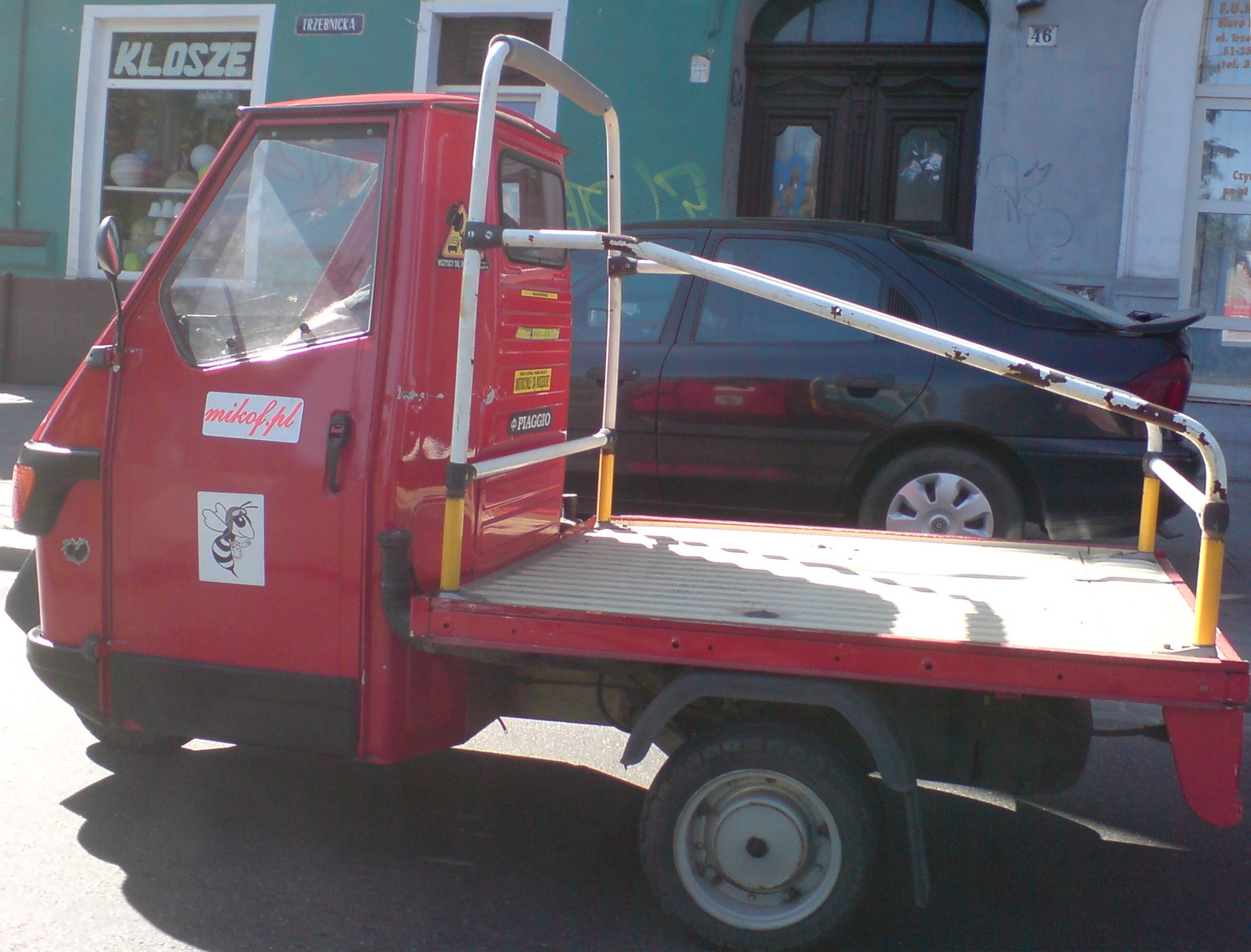
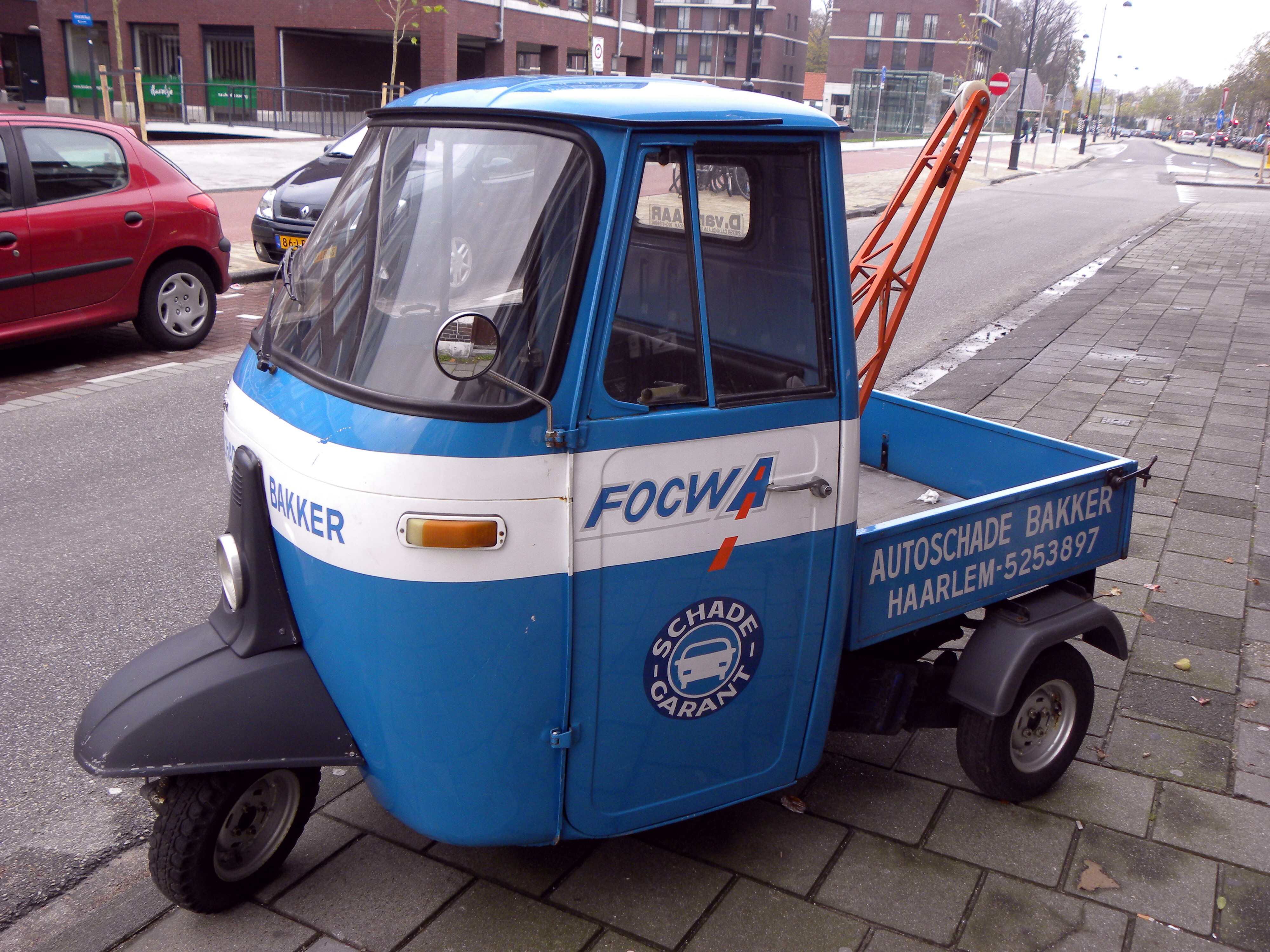
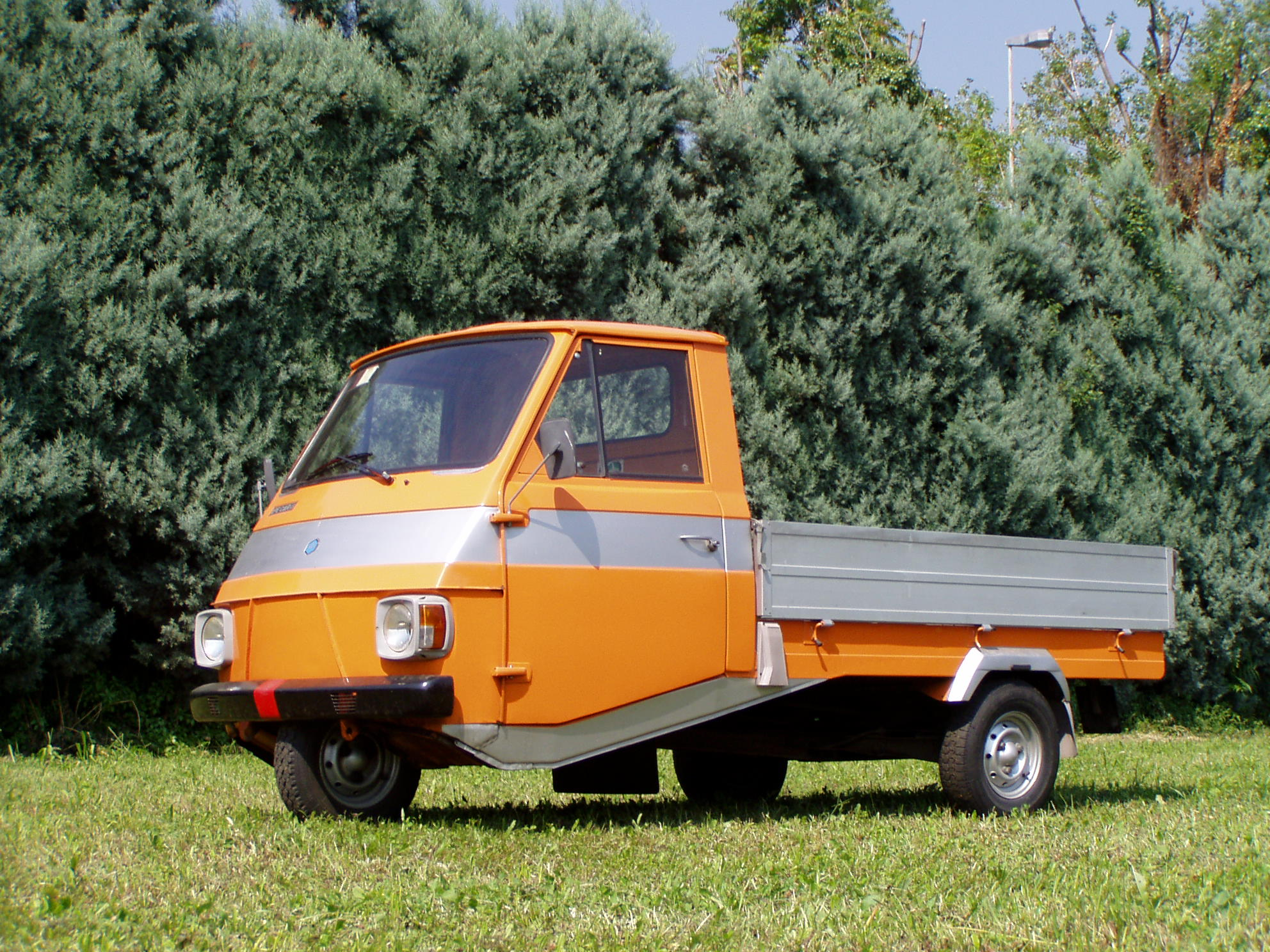
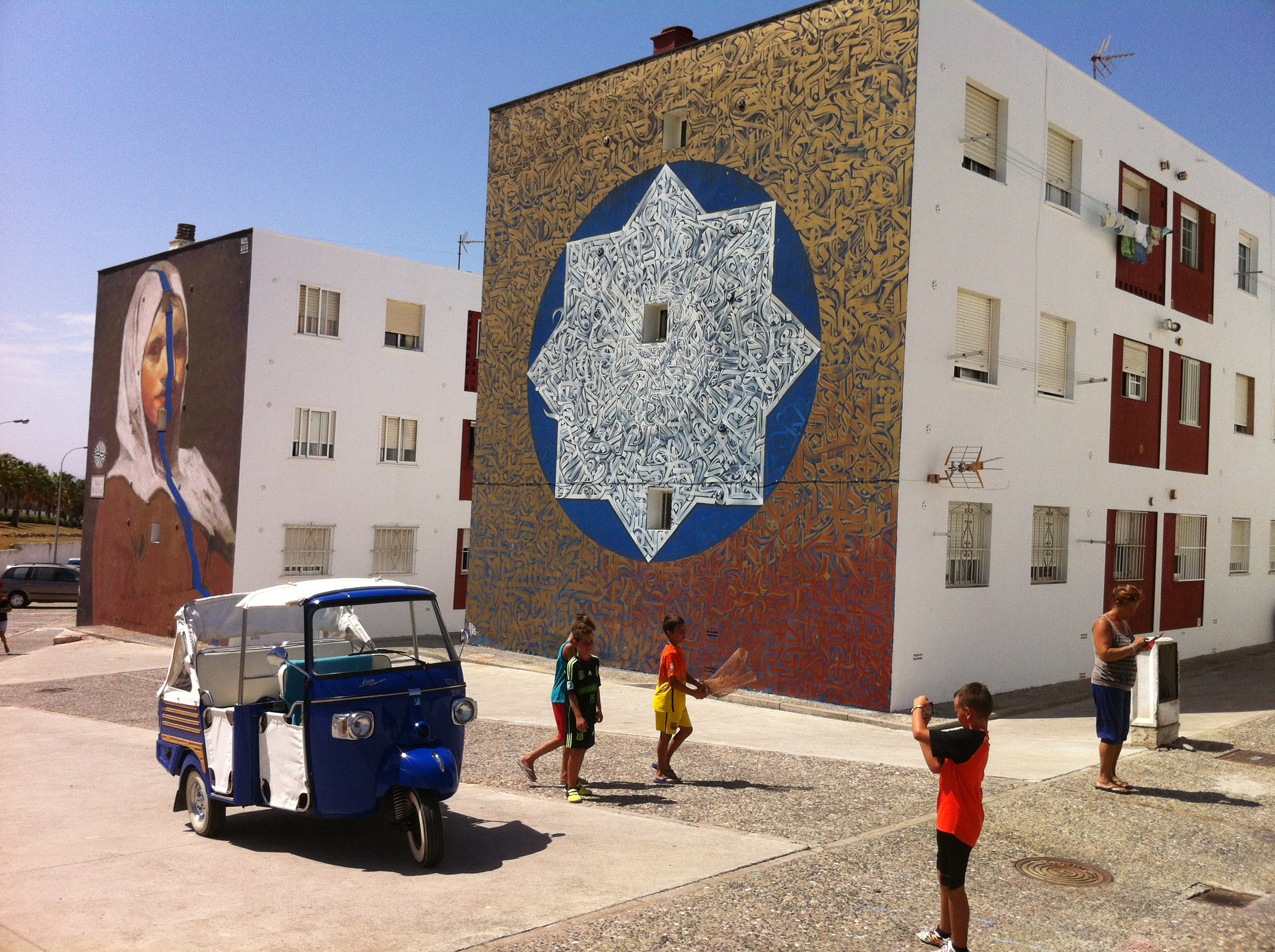
Ape Calessino (модель 2007 года)

## Внешние ссылки
- Официальный сайт